# 章亮炽
章亮炽 (1958年7月1日—) 是一位澳大利亚华人机械工程师。

## 生平
1958年出生于浙江台州黄岩区，1982年和1985年分别获得浙江大学学士和硕士学位，1988年获得北京大学博士学位，1989年至1991年在剑桥大学完成博士后工作，1991年至1992年在日本通商产业省机械工程实验室工作。 2005年获得悉尼大学荣誉博士学位。后任教于悉尼大学和新南威尔士大学。

## 荣誉
2006年被选为澳大利亚工程院院士。